# Pseudoromicia
Pseudoromicia – rodzaj ssaków z podrodziny mroczków (Vespertilioninae) w obrębie rodziny mroczkowatych (Vespertilionidae).

## Zasięg występowania
Rodzaj obejmuje gatunki występujące w Afryce.

## Morfologia
Długość ciała (bez ogona) 34–65 mm, długość ogona 27–46 mm, długość ucha 8–15 mm, długość tylnej stopy 5,3–10 mm, długość przedramienia 28–38 mm; masa ciała 3–9 g.

## Systematyka
Rodzaj zdefiniował w 2020 roku międzynarodowy zespół zoologów (Suazyjczyk Ara Monadjem, Amerykanie Bruce D. Patterson i Terrence C. Demos oraz Kenijczyk Paul W. Webala) w artykule poświęconym przeglądowi mroczkowatych z Afryki Wschodniej opublikowanym na łamach Zoological Journal of the Linnean Society. Na gatunek typowy autorzy wyznaczyli (oryginalne oznaczenie) afrokarlika białoskrzydłego (P. tenuipinnis).

### Etymologia
Pseudoromicia: gr. ψευδος pseudos ‘fałszywy’; rodzaj Romicia J.E. Gray, 1838 (karlik).

### Podział systematyczny
Do rodzaju należą następujące gatunki:
- Pseudoromicia rendalli (O. Thomas, 1889) – afrokarlik tropikalny
- Pseudoromicia brunnea (O. Thomas, 1880) – afrokarlik brunatny
- Pseudoromicia isabella (Decher, Hutterer & Monadjem, 2016)
- Pseudoromicia kityoi Monadjem, Kerbis Peterhans, Nalikka, Waswa, Demos & B.D. Patterson, 2020
- Pseudoromicia mbamminkom Grunwald, Demos, Nguéagni, Tchamba, Monadjem, Webala, Kerbis Peterhans, B.D. Patterson & Ruedas, 2023
- Pseudoromicia roseveari (Monadjem, L.R. Richards, P.J. Taylor & Stoffberg, 2013) – afrokarlik górski
- Pseudoromicia principis Juste, Torrent, Méndez-Rodríguez, Howard, García-Mudarra, Nogueras & Ibáñez, 2023
- Pseudoromicia tenuipinnis (W. Peters, 1872) – afrokarlik białoskrzydły
- Pseudoromicia nyanza Monadjem, B.D. Patterson, Webala & Demos, 2020